# 城南街道 (绵阳市)
城南街道，是中华人民共和国四川省绵阳市涪城区曾经下辖的一个街道。2019年12月，撤销城南街道和塘汛镇，设立塘汛街道，以原城南街道和原塘汛镇所属行政区域为塘汛街道的行政区域。

## 行政区划
城南街道下辖以下地区：
南塔社区、板桥社区、跃进村、文武村和群文村。